# Tigernach mac Fócartai
Tigernach mac Fócartai (mort en 865), également nommé Tigernach de Lagore, est un roi de Lagore (ou Loch Gabhair).

## Contexte
Tigernach est un descendant du sept Uí Chernaig une lignée du puissant Síl nÁedo Sláine une des deux dynastie des Uí Néill du sud. Son arrière grand père Fogartach mac Néill a été  Ard ri Erenn. Le royaume de Brega sur lequel règne le Síl nÁedo Sláine a été divisé vers le milieu du VIIIe siècle en deux parties. Les Uí Chernaig se désignent comme Rois de
Lagore, ou de Sud Brega, d'après Lagore (Loch Gabhair) dans le moderne comté de Meath. Les recherches archéologiques menées sur le crannog de Loch Gabhair suggèrent que la résidence royale des rois de Lagore s'y trouvait. La colline de Tara s'élève sur le territoire du royaume de Lagore, ce qui donne à cet état autrement mineur une grande importance.

## Règne
Pendant le règne de Tigernach les midlands d'Irlande sont dominés par son lointain parent Uí Néill, l'Ard ri Erenn Máel Sechnaill mac Máele Ruanaid du Clan Cholmáin. La première mention de Tigernach relève la défaite qu'il inflige à  Máel Sechnaill et au roi de Leinster Ruarc mac Brain en 846.
En 848, probablement en partie grâce à une alliance avec d'autres roi irlandais, Tigernach remporte une victoire sur les Vikings à Dísert Do-Chonna, un lieu non identifié, sans doute sur la côte est des midlands d'Irlande les « Paiens » aurait perdu 1 200 hommes. Bien que les Vikings, demeurent une menace ce n'est pas la principale au yeux de Tigernach. Le danger vient de son parent du royaume de Nord-Brega, l'ambitieux  Cináed mac Conaing et de son frère Flann.
Cináed, qui était devenu roi de Nord-Brega en 849, s'était allié avec les Vikings en 850 et selon les  Annales d'Ulster, « il pillait les Uí Néill de la rivière Shannon à la mer ». Il attaque le crannog de Loch Gabair, qui est brûlé, comme l'église proche de « Treoit » avec 70 personnes à l'intérieur. Les Annales d'Ulster rapportent la vengeance de Tigernach. Cináed rencontre Máel Sechnaill et Tigernach l'année suivante et en dépit de la promesse de sauf conduit qui lui a été délivrée par les nobles et l'église, il est trahi et « cruellement noyé dans une piscine par Máel Sechnaill et Tigernach » selon un antique mode d'exécution celtique.
Les chroniques d'Irlande relèvent ensuite un combat entre  Flann mac Conaing et Tigernach en 854, à Domnach Mór (Donaghmore dans l'actuel Comté de Laois) où Flann remporte la victoire. Rien d'autre n'est évoqué au sujet de Tigernach jusqu'à sa mort en 865. Son obit le nomme Tigernach roi de Lagore (rí Locha Gabor) et co-roi de Brega (lethrí Breg).

## Descendants
Les Ó Tighearnaigh/Tierney famille du Comté de Meath se considèrent comme les descendants de Tigernach.

## Sources
- (en) Francis John Byrne et Dáibhí Ó Cróinín, Prehistoric and Early Ireland, vol. I, Oxford, Oxford University Press, 2005, 1219 p. (ISBN 0-19-821737-4), « The Viking Age »
- (en) T. M. Charles-Edwards, Early Christian Ireland, Cambridge, Cambridge University Press, 2000, 707 p. (ISBN 0-521-36395-0)
- (en) T. M. Charles-Edwards, « Máel Sechnaill mac Máele Ruanaid (d. 862) », Oxford Dictionary of National Biography, Oxford University Press, 2004.
- (en) Harold Mytum, The Origins of Early Christian Ireland, London, Routledge, 1992 (ISBN 0-415-03258-X)
- (en) Francis John Byrne, Irish Kings and High-Kings, Dublin, Four Courts Press, 2001, 341 p. (ISBN 978-1-85182-196-9)